# Veli-Matti Puumala
Veli-Matti Puumala (Kaustinen, 18 juli 1965) is een Fins componist. Hij schrijft binnen de stijl eigentijdse klassieke muziek.
Hij kreeg, na bezoek aan de plaatselijke muziekschool van Kaustinen, zijn muzikale opleiding aan de Sibeliusacademie van Paavo Heininen (1984-1993). Tegelijkertijd (1989-1990) studeerde hij bij Franco Donatoni aan de Accademie Chigiana in Siena. Andere docenten in zijn muziekleven waren nog (qua muziek) uiteenlopende componisten als Klaus Huber, Gerard Grisey en Magnus Lindberg.
Zijn werken, zoals Chainsprings, worden veelal uitgevoerd aan festivals gewijd aan moderne klassieke muziek zoals het ISCM. In Nederland was zijn werk Soira voor accordeon en zeven musici te horen tijdens de Gaudeamus Muziekweek van 1996. Dat werk was geschreven voor het twintigjarig bestaan van de muziekschool in Kaustinen. Hij schreef muziek voor kleinere ensembles, maar ook voor grote symfonieorkesten. In 2008 werd zijn eerste opera Anna Liisa uitgevoerd. Met zijn pianoconcert getiteld Seeds of time won hij de noordse Erik Bergmanprijs. Zijn muziek verscheen op typisch Finse platenlabels als Ondine en Alba Records Oy.
- Bibsys: 9010323
- CiNii: DA17168998
- Gemeinsame Normdatei: 1073832856
- International Standard Name Identifier: 0000 0003 8546 6450
- Library of Congress Control Number: n95120253
- MusicBrainz: 0c8017e7-b18b-477f-852e-a681e927c9eb
- Nationale Bibliotheek van Israël: 987007415354905171
- Virtual International Authority File: 239450447
- WorldCat: E39PBJwxKTfdrcGjKddkVbtMyd